# Playa de Lastres

La Playa de Llastres, llamada también Playa del Astilleru, está ubicada en la villa de Llastres, en el concejo de Colunga en Asturias. Se enmarca en las playas de la Costa Oriental de Asturias, llamada también Costa Verde Asturiana, estando muchas de ellas consideradas paisaje protegido, desde el punto de vista medioambiental (por la vegetación, por su orografía, su origen kárstico, etc). Por este motivo están integradas, según información del Ministerios de Agricultura, Alimentación y Medio Ambiente, en el Paisaje Protegido de la Costa Oriental de Asturias, contando con la catalogación de LIC.

## Descripción
La playa de Llastres presenta forma rectilínea y puede llegarse en coche hasta la playa misma. También se la conoce como playa del Astilleru, ya que en ella se reparaban los barcos hace siglos, antes de que hubiese puerto. En ella desemboca el río Astuera. El Rio Astuera desemboca en la Playa Real de Lastres, no en la del Astillero, que se llama también Playa del Escanu.
Goza de las ventajas de estar cerca de Llastres, uno de los pueblos más típicos y bellos del litoral asturiano.
Respecto a los servicios con los que cuenta están: aseos, duchas, papeleras, servicio de limpieza, señalización de peligro, aparcamiento y en los meses de verano equipo de salvamento.